# Ягодная (Челябинская область)
Я́годная — деревня в Нагайбакском районе Челябинской области России. Входит в состав Нагайбакского сельского поселения.

## История
Населённый пункт образован в 1963 году как 2-я ферма совхоза «Нагайбакский».

## Население
| 2002 | 2010 | 2021 |
| ---- | ---- | ---- |
| 1    | ↗4   | ↘0   |

## Улицы
В деревне имеется одна улица — Дачная.